# Muggenbeet
Muggenbeet est un hameau dans la commune néerlandaise de Steenwijkerland, dans la province d'Overijssel. Muggenbeet compte environ 25 habitants.

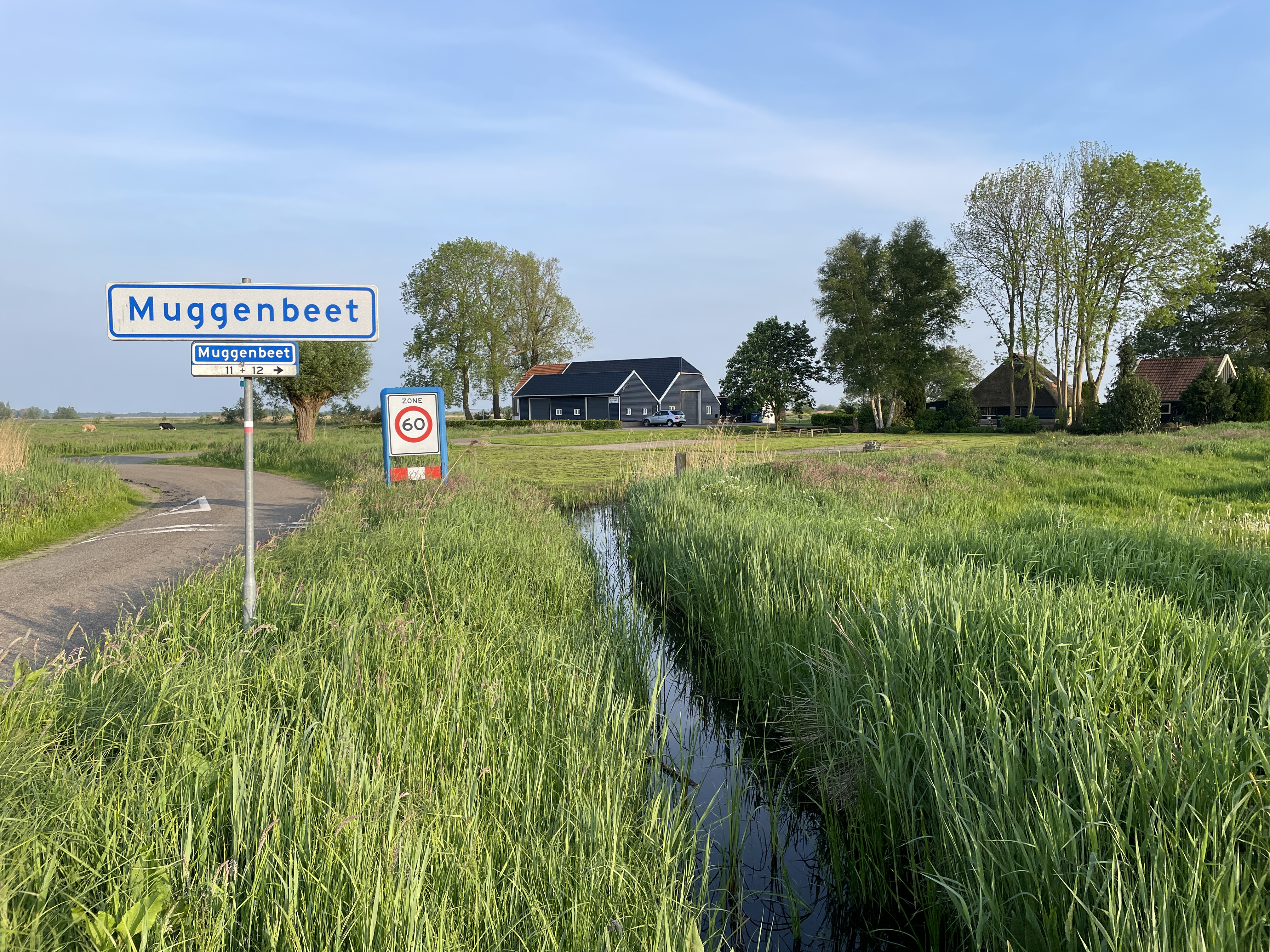
Muggenbeet